# William Quandt
William B. Quandt (né en 1941) est un professeur émérite en science politique de l'université de Virginie et un auteur américain. Il fut membre du Conseil de sécurité nationale des États-Unis sous les administrations Nixon et Carter. Il prit une part active aux accords de Camp David et au traité de paix israélo-égyptien.

## Publications
- Troubled Triangle: The United States, Turkey and Israël in the New Middle East, Just World Books, 2011.
- Peace Process: American Diplomacy and the Arab-Israeli Conflict Since 1967, Brookings, 2005.
- Between Ballots and Bullets: Algeria's Transition from Authoritarianism, Brookings, 1998.
- The United States and Egypt: An Essay on Policy for the 1990s, Brookings, 1990.
- The Middle East: Ten Years After Camp David, Brookings, 1988.
- Camp David: Peacemaking and Politics, Brookings, 1986.
- Saudi Arabia in the 1980s: Foreign Policy, Security, and Oil, Brookings, 1981.
- Decade of Decisions: American Foreign Policy Toward the Arab-Israeli Conflict, 1967-1976, University of California Press, 1977.
- Revolution and Political Leadership: Algeria, 1954-1968, MIT Press, 1969.